# 拜罗伊特
拜罗伊特（德語：Bayreuth，發音：[ˈbaɪʁɔʏt] ⓘ 或 [baɪˈʁɔʏt] ⓘ）是德国巴伐利亚州上弗兰肯行政区的非县辖城市，也是上弗兰肯行政区的行政中心和拜罗伊特县的县治，面积66.89平方千米，2023年12月31日人口为74,907人，是上弗兰肯行政区继班贝格之后的第二大城市，也是弗兰肯地区第六大城市。
拜罗伊特以每年一度在拜罗伊特节日剧院為瓦格纳的樂劇舉行的拜罗伊特音乐节而聞名於世。

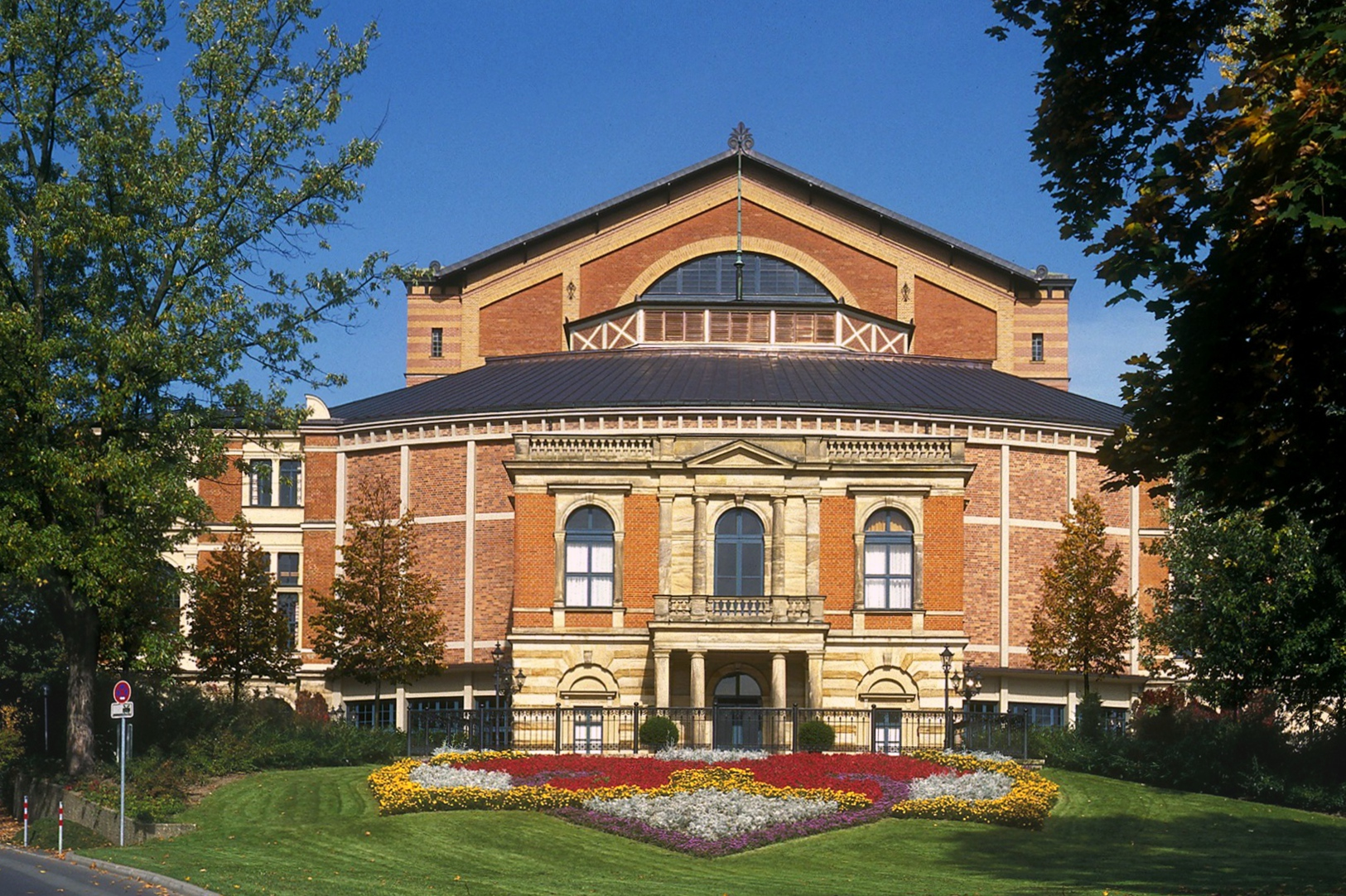
拜罗伊特节日剧院
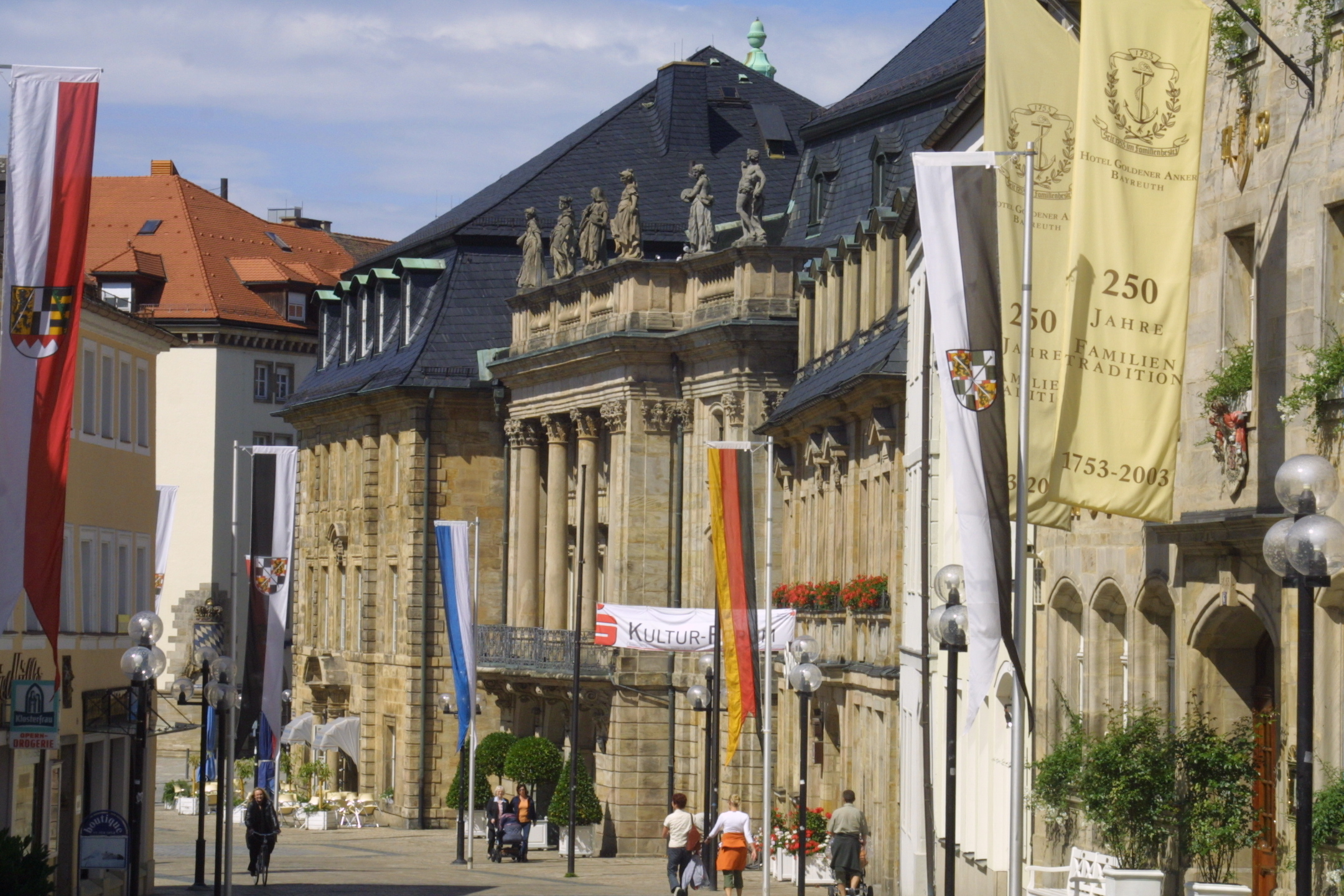
歌剧道路
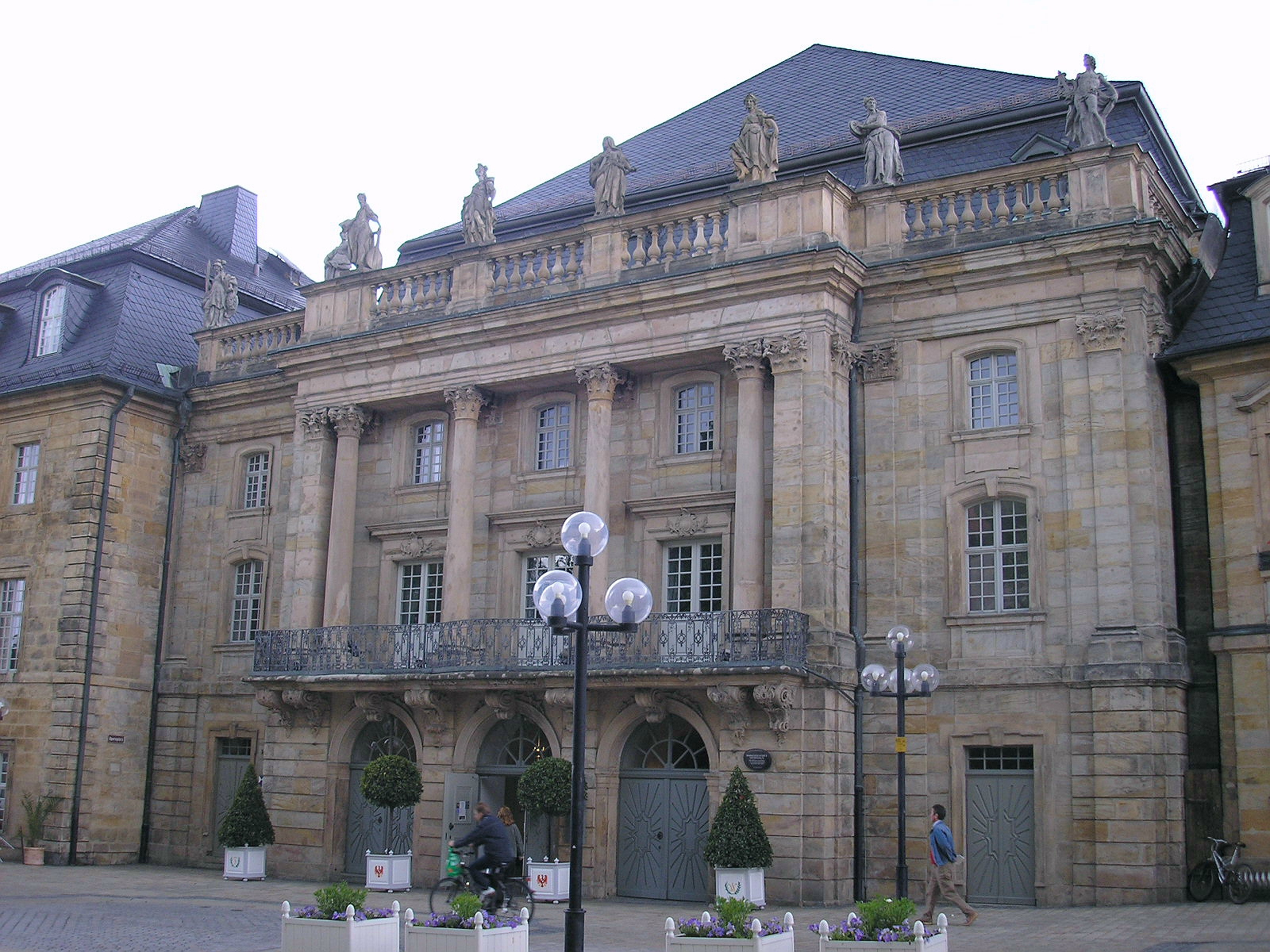
侯爵歌剧院
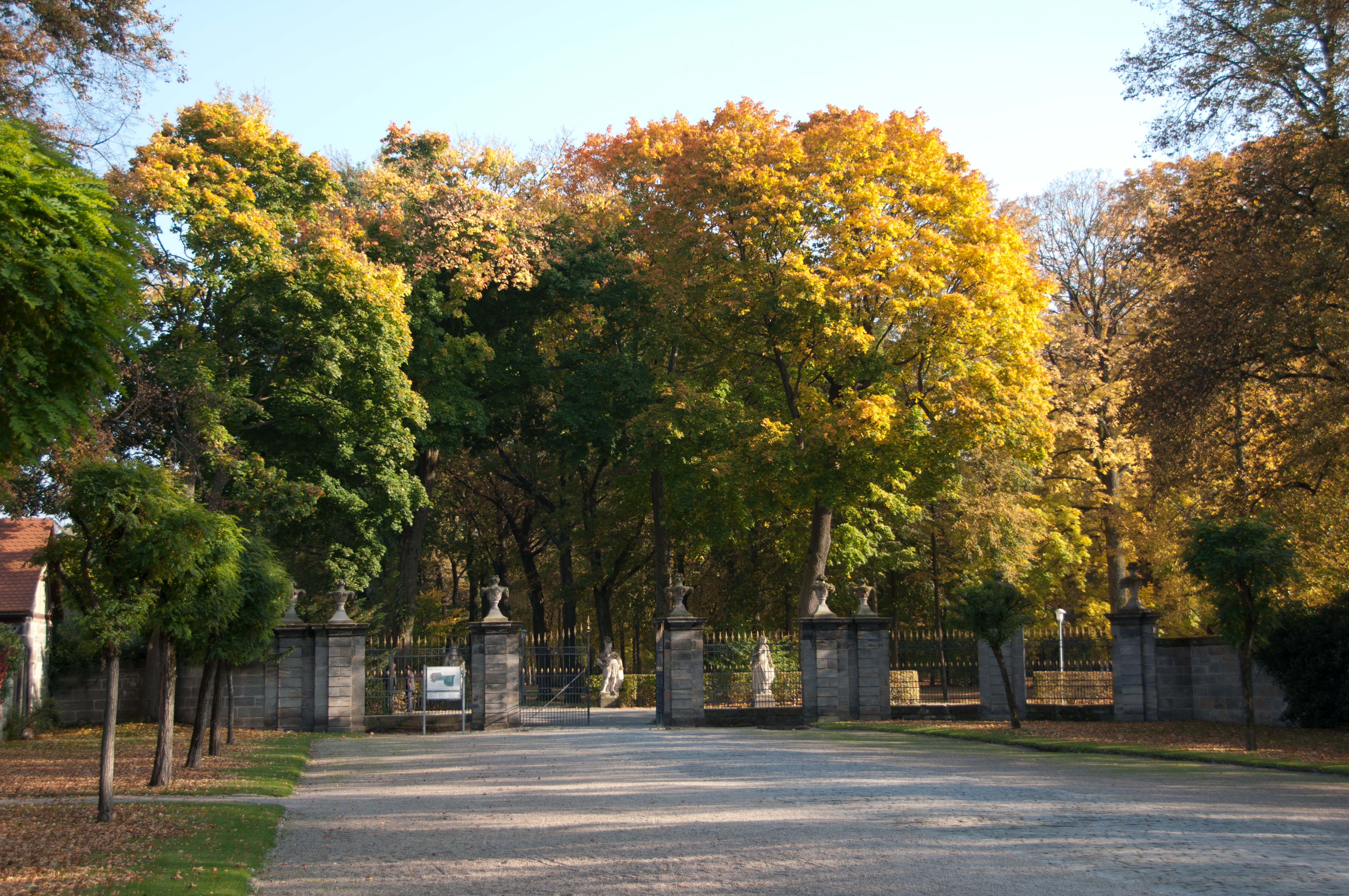
城堡花园 (新城堡)
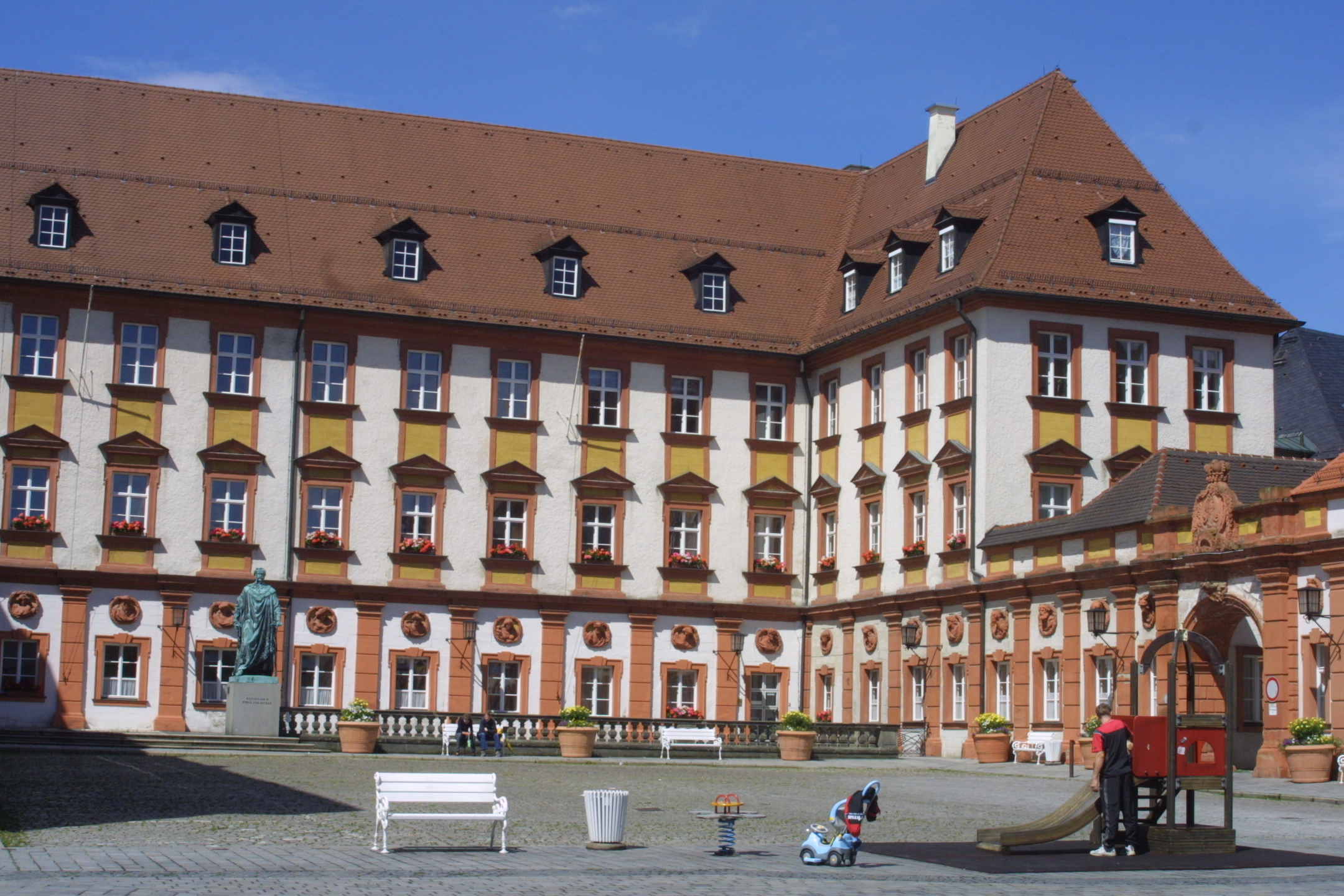
古城堡
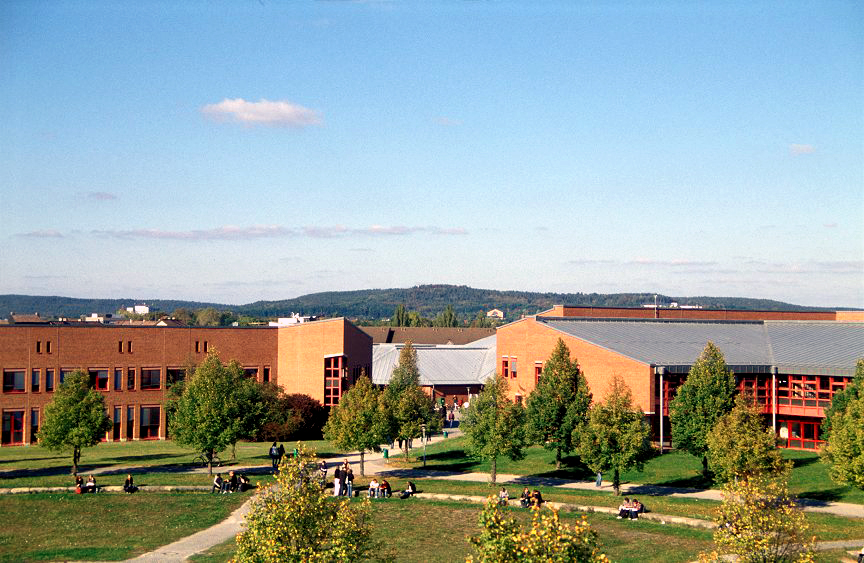
拜罗伊特大学